# Eriosyce villosa
Eriosyce villosa ist eine Pflanzenart in der Gattung Eriosyce aus der Familie der Kakteengewächse (Cactaceae). Das Artepitheton villous stammt aus dem Lateinischen, bedeutet ‚zottig‘ und verweist auf dichte, weiche Bedornung der Art.

## Beschreibung
Eriosyce villosa wächst anfangs mit fast kugelförmigen bis kugelförmigen, später verlängerten Trieben und erreicht Durchmesser von 4 bis 10 Zentimeter. Die Wurzel ist eine große, knollige Pfahlwurzel. Es sind 13 bis 15 Rippen vorhanden, die tief gekerbt sind. Die meist haarartigen, braunen bis schwarzen Dornen sind in der Regel mit einigen wenigen steifen und nadeligen vermischt. Die vier bis zwölf Mitteldornen sind meist steif, manchmal aber auch weich und biegsam. Sie sind 2 bis 2,8 Zentimeter lang. Die zwölf bis 20 Randdornen sind 1,5 bis 2,5 Zentimeter lang.
Die karminroten Blüten erscheinen aus jungen Areolen und weisen einen Durchmesser von 2 bis 2,3 Zentimeter auf. Ihr Perikarpell und die Blütenröhre sind mit langer Wolle und glasigweißen Borsten besetzt. Die verlängerten, roten Früchte öffnen sich mit einer basalen Pore.

## Verbreitung, Systematik und Gefährdung
Eriosyce villosa ist im Süden der chilenischen Region Atacama verbreitet.
Die Erstbeschreibung als Cactus villosus erfolgte 1839 durch Hippolyte Boissel de Monville. Fred Kattermann stellte sie 1994 in die Gattung Eriosyce. Weitere nomenklatorische Synonyme sind Echinocactus villosus (Monv.) Labour. (1853), Neoporteria villosa (Monv.) A.Berger (1929), Bridgesia villosa (Monv.) Backeb. (1935), Chileniopsis villosa (Monv.) Backeb. (1936) und Euporteria villosa (Monv.) Kreuz. & Buining (1941).
In der Roten Liste gefährdeter Arten der IUCN wird die Art als „Least Concern (LC)“, d. h. als nicht gefährdet geführt.

## Nachweise